# Onstmettingen
Onstmettingen ist der drittgrößte Stadtteil von Albstadt im Zollernalbkreis in Baden-Württemberg. Er liegt auf der Schwäbischen Alb, etwa auf halbem Weg zwischen Stuttgart und dem Bodensee.

## Geographie
Nördlich von Onstmettingen, dem nördlichsten Stadtteil von Albstadt, befindet sich die Quelle der Schmiecha. Die nördliche Gemeindegrenze bildet der Albtrauf, also der nördliche Steilabfall der Schwäbischen Alb mit dem Zeller Horn und dem Raichberg.

## Geschichte

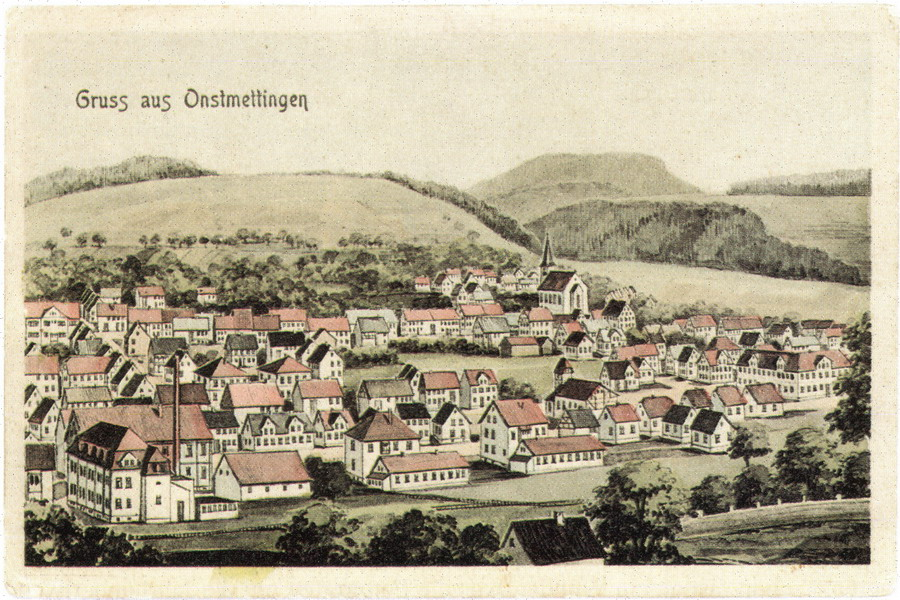
Onstmettingen um 1910

Kürzlich gemachte Funde belegen, dass Onstmettingen schon um 500 v. Chr. besiedelt war. Urkundlich erwähnt wurde Onstmettingen im Jahre 1064, als ein Graf von Habsburg dem Kloster Ottmarsheim im Elsass eine Schenkung vermachte, darunter der Besitz „Ansmutingen“.
1403 kam das Dorf „Anschmattingen“ zusammen mit der Herrschaft Schalksburg zu Württemberg und wurde dem Amt Balingen zugeordnet. Man vermutet, dass der Name Onstmettingen von dem Vornamen Ansmut abgeleitet wurde. Der Ort bestand ursprünglich aus zwei Siedlungen, Oberhofen und Unterhofen, mit je einer eigenen Kirche.
Im 18. Jahrhundert gab es in Onstmettingen eine auffallend große Zahl von Schmieden, die teils landwirtschaftliche Gerätschaften herstellten und reparierten, teils aber auch Jagdgewehre produzierten. Auf dieser Grundlage entwickelte sich eine Waagenindustrie, an der besonders Pfarrer Philipp Matthäus Hahn von 1764 bis 1770 mit beteiligt war. Seine ersten großen astronomischen Uhren baute Hahn in Onstmettingen. In der Folgezeit kamen noch die Fertigung von Präzisionswerkzeugen und die Textilindustrie hinzu.
1828 erhielt Onstmettingen das Marktrecht.
Ab 1806 gehörte der dem Oberamt Balingen unterstellte Ort zum neu errichteten Königreich Württemberg und ab 1919 zum gleichnamigen Volksstaat. Onstmettingen kam 1934 zum Kreis und 1938 zum Landkreis Balingen und im Zuge der Kreisreform 1973 zum Zollernalbkreis.
Am 1. Januar 1975 wurde Onstmettingen im Rahmen der Gemeindereform ein Teil der neu gegründeten Großen Kreisstadt Albstadt, obwohl ein großer Teil der Onstmettinger Bevölkerung gegen die Eingemeindung gestimmt hatte.

## Einwohnerentwicklung
| Jahr | Einwohner |
| ---- | --------- |
| 1961 | 4715      |
| 1970 | 5714      |
| 1971 | 5815      |

## Politik

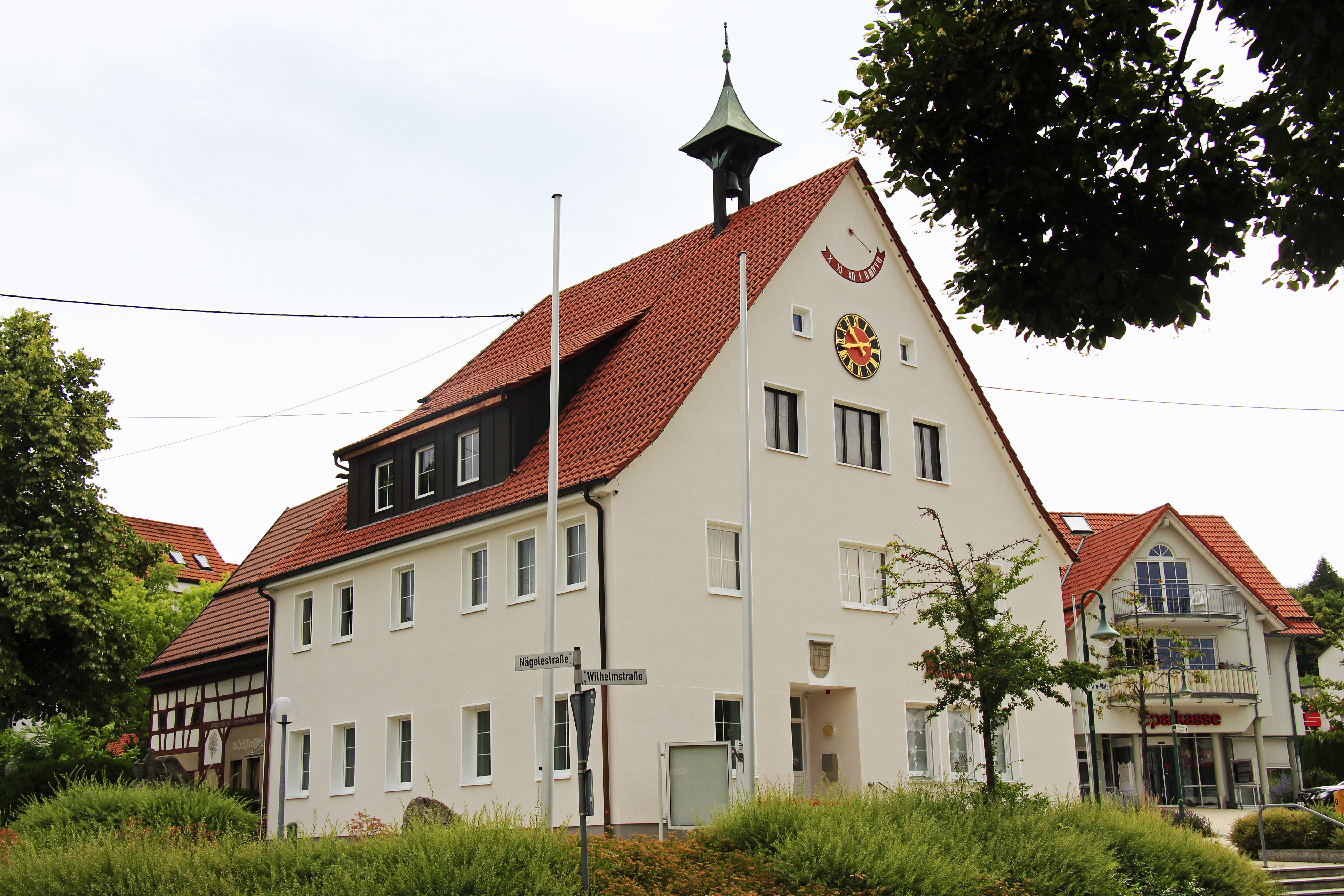
Ehemaliges Rathaus

### Ortsvorsteher
- 1975–2004: Helmut Merz
- 2004–2009: Wolfgang Hähnle
- 2009–2022: Siegfried Schott
- seit 8/2022: Jürgen Kurz

### Wappen
Die Blasonierung des Wappens von Onstmettingen zeigt unter goldenem Schildhaupt, eine liegende schwarze Hirschstange, in Schwarz eine goldene Waage.
Erklärung: Die Waage weist auf den einst sehr bedeutsamen Waagenbau am Ort, die Hirschstange auf die württembergische Geschichte des Ortes. Das Wappen wurde seit 1925 geführt und 1950 amtlich bestätigt.

## Kultur und Sehenswürdigkeiten
Onstmettingen liegt an der Hohenzollernstraße.

### Museen

#### Philipp-Matthäus-Hahn-Museum

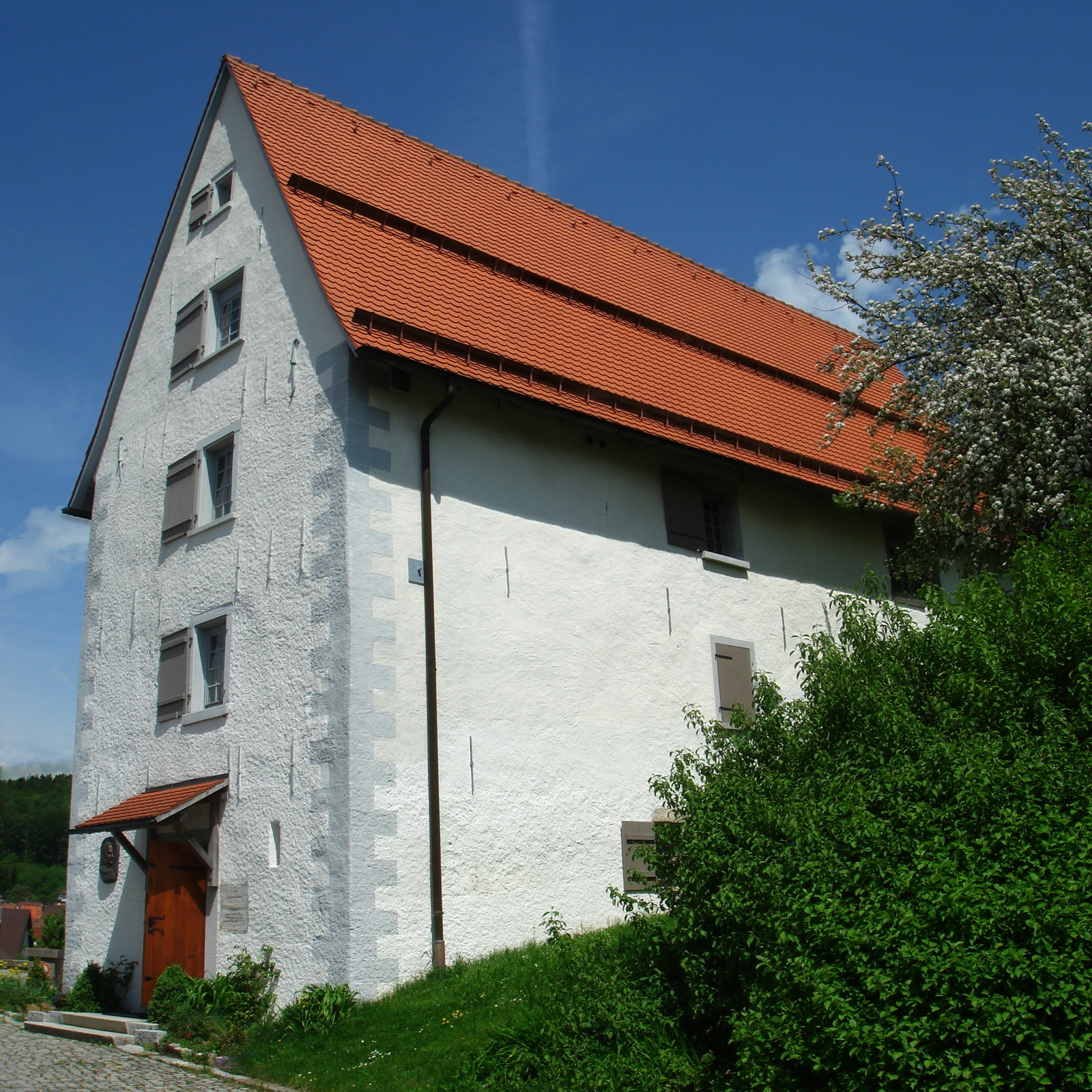
Philipp-Matthäus-Hahn Museum im „Kasten“, der ehemaligen Johanneskirche

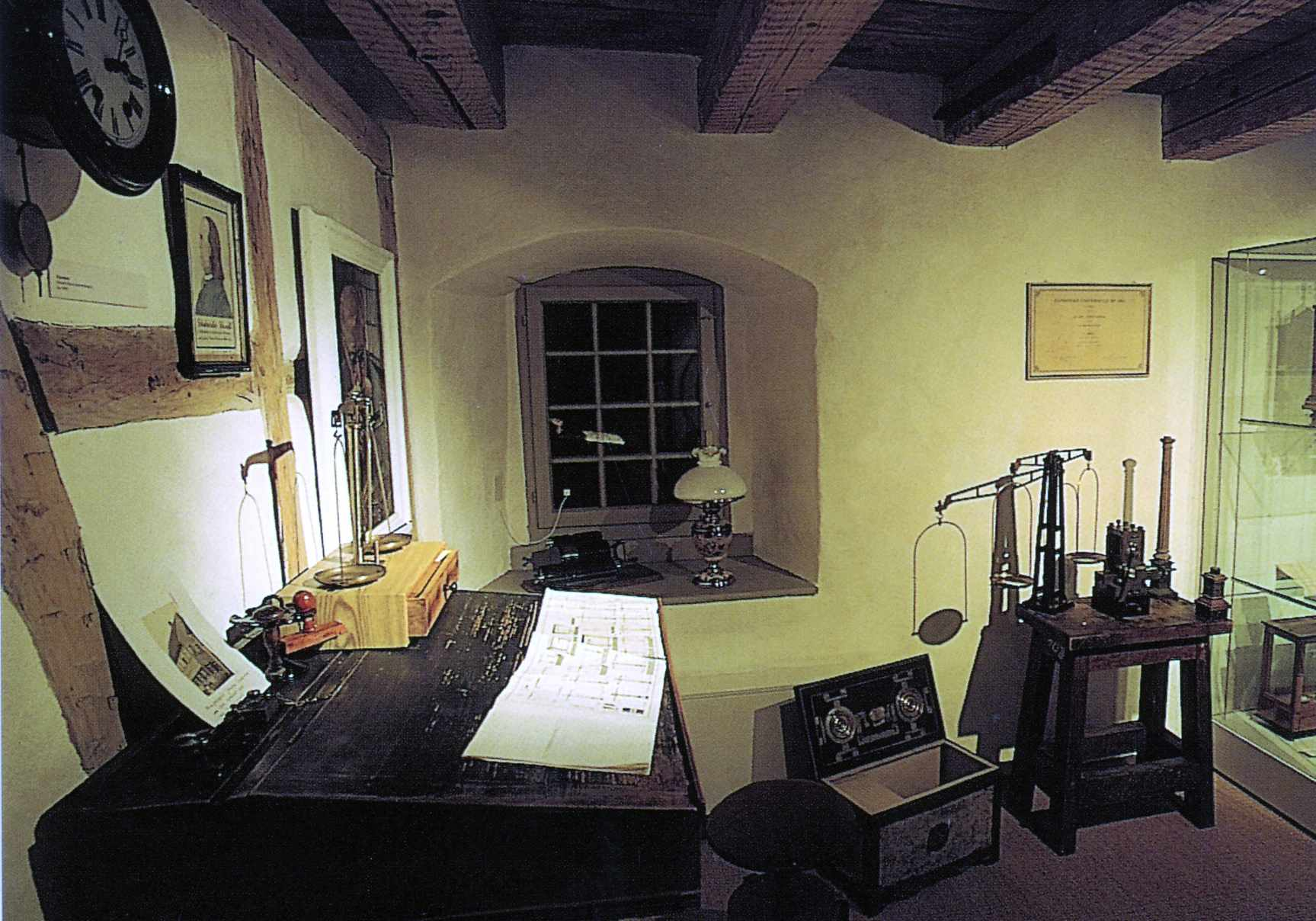
Philipp-Matthäus-Hahn Museum

Die alte Johanneskirche in Oberhofen, um 940 erbaut, war ein schlichter Saalbau in romanischem Stil. Sie wurde im Zuge der Reformation säkularisiert und zunächst als Getreidespeicher, dann als Armenhaus, später als Fabrik und als Wohnhaus genutzt. Als man dann in den 1980er Jahren an einen Abriss des baufälligen Gebäudes dachte, machte sich eine Gruppe von Bürgern für dessen Erhalt stark und bildete den „Arbeitskreis Kasten“. Das Gebäude wurde vor dem Abbruch bewahrt und von 1981 bis 1989 mit viel Eigeninitiative von Grund auf saniert. 1989 zog hier das Philipp-Matthäus-Hahn-Museum ein. An der Ostseite, dem ehemaligen Altarraum, sind noch Spuren einer Bemalung erkennbar, nämlich eine schwarze Sonne, was darauf anspielt, dass sich bei Jesu Tod am Kreuz die Sonne verdunkelte (Lukas 23,44). Bei der Bemalung wird es sich also um eine Kreuzigungsszene gehandelt haben, bei der Johannes (der Kirchenpatron) und Maria unter dem Kreuz standen.

#### Waagensammlung Riedschule
In der ehemaligen Riedschule befindet sich eine große Waagensammlung des Fördervereins Philipp-Matthäus-Hahn-Museum. Ausgestellt sind über 600 Waagen aus rund 50 Herstellerfirmen, darunter einstige Präzisionswaagen und Messgeräte der Eichämter. Dokumentiert wird auch die Keimzelle und die Entwicklung des Waagenbaus in der Region.

### Bauwerke

#### Kirchen
- Die Kirche und Pfarrei St. Maria in Unterhofen wurde bereits 1275 erwähnt. Sie ist seit der Reformation evangelische Pfarrkirche und heißt heute Phlipp-Matthäus-Hahn-Kirche. Das Untergeschoss des Turmes der Kirche ist noch romanisch, das Schiff wurde aber 1887/88 neu erbaut. Unterhalb der Kirche befindet sich ein rund 70 Ar großer Park.
- Die überwiegend nach dem Zweiten Weltkrieg zugezogenen Katholiken erbauten sich 1955 eine eigene Kirche, die ebenfalls St. Maria heißt.
- Auch die Neuapostolische Kirche ist mit einer Gemeinde ansässig.

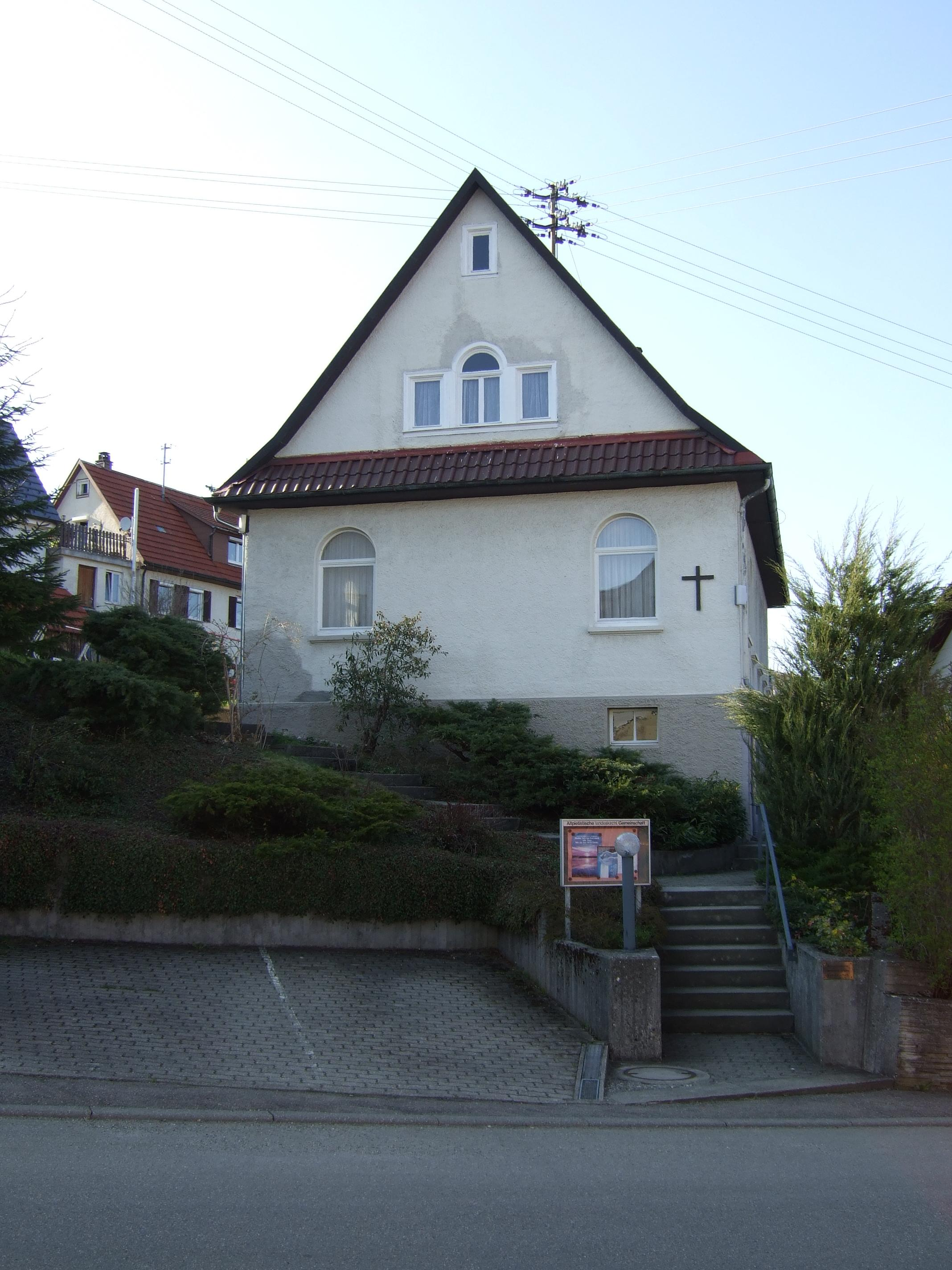
Gebäude der Altpietistischen Gemeinschaft
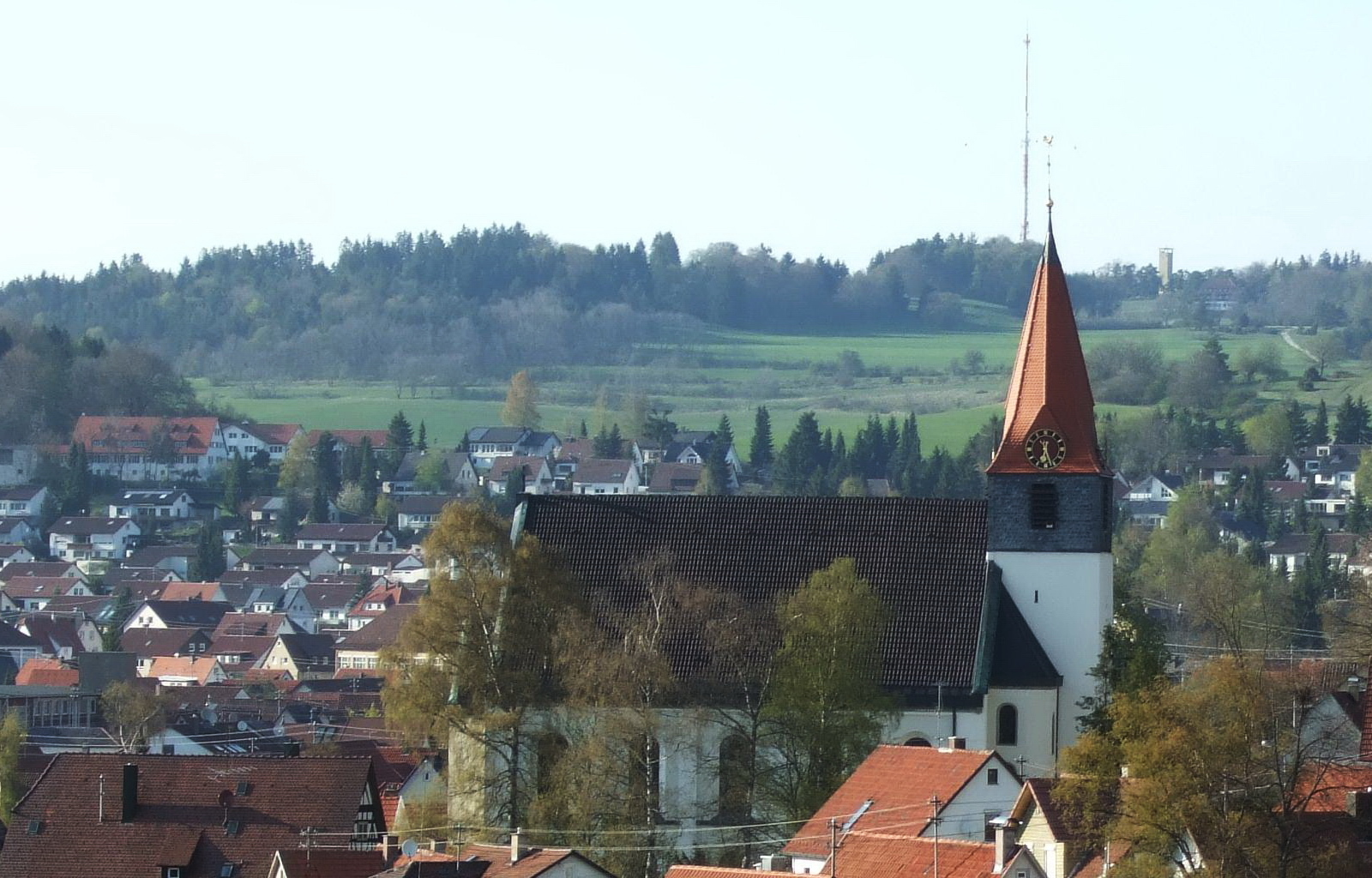
Evangelische Philipp-Matthäus-Hahn-Kirche
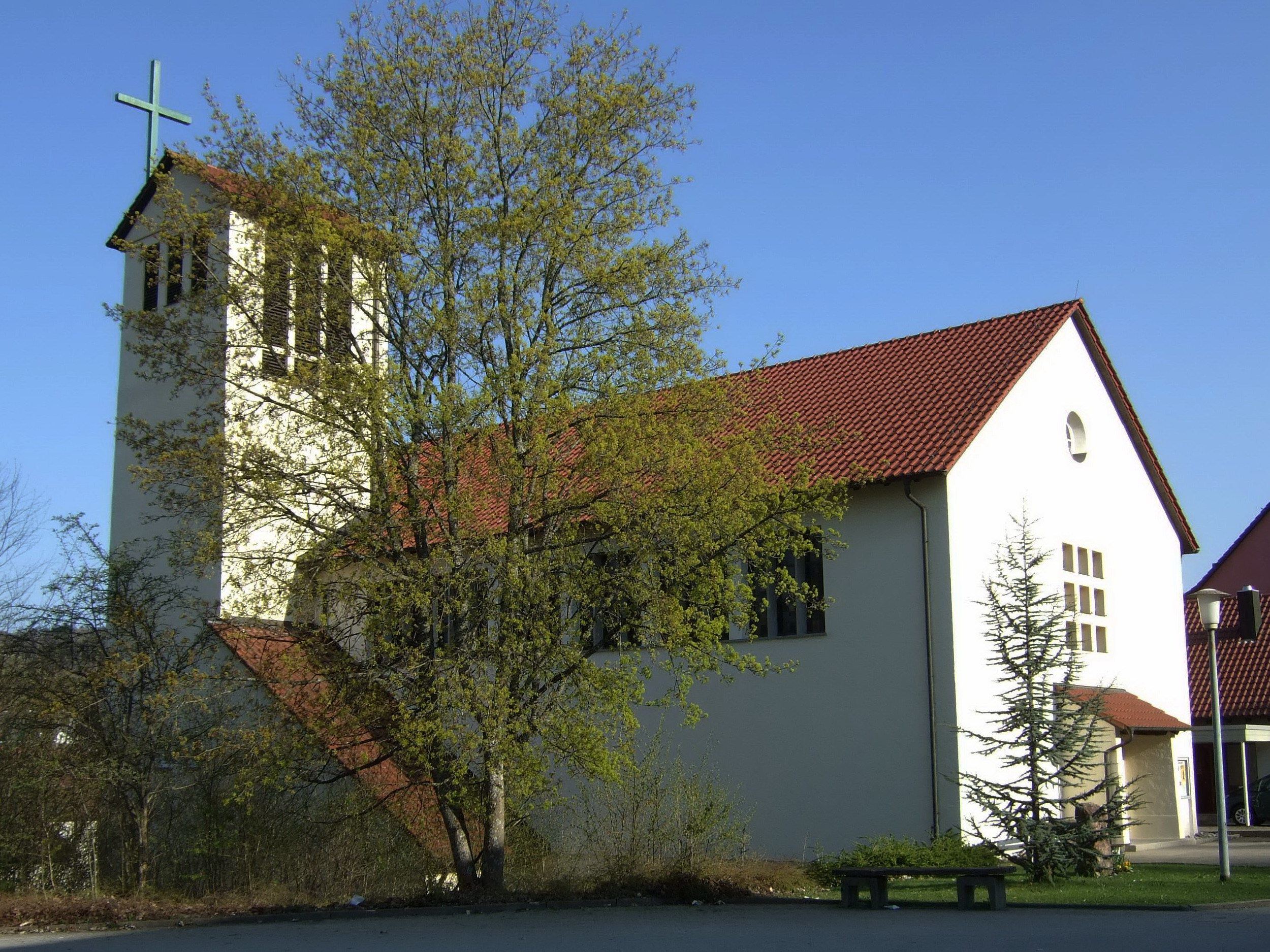
Katholische Kirche St. Maria

#### Profanbauten

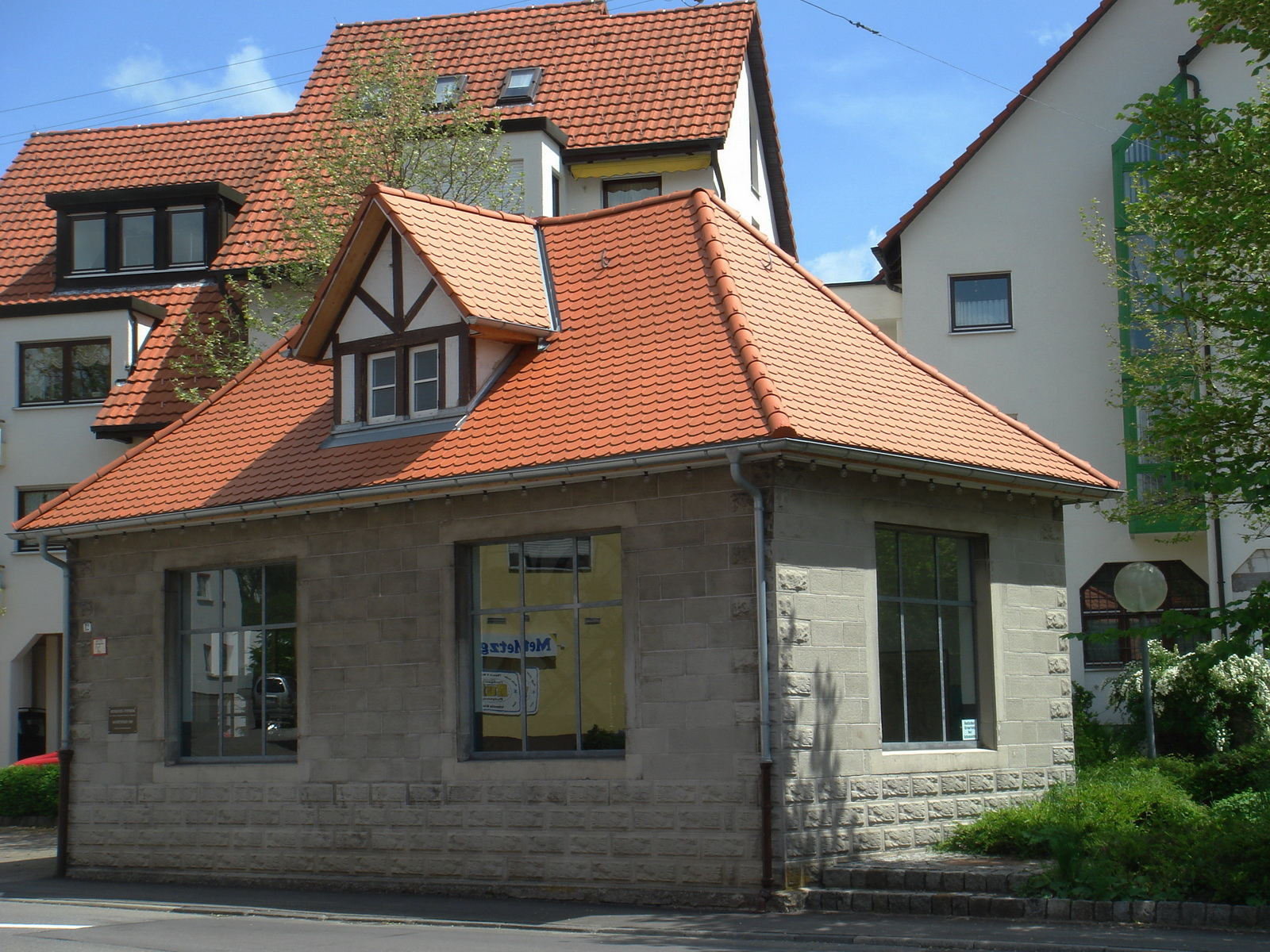
Historisches Pumpwerk

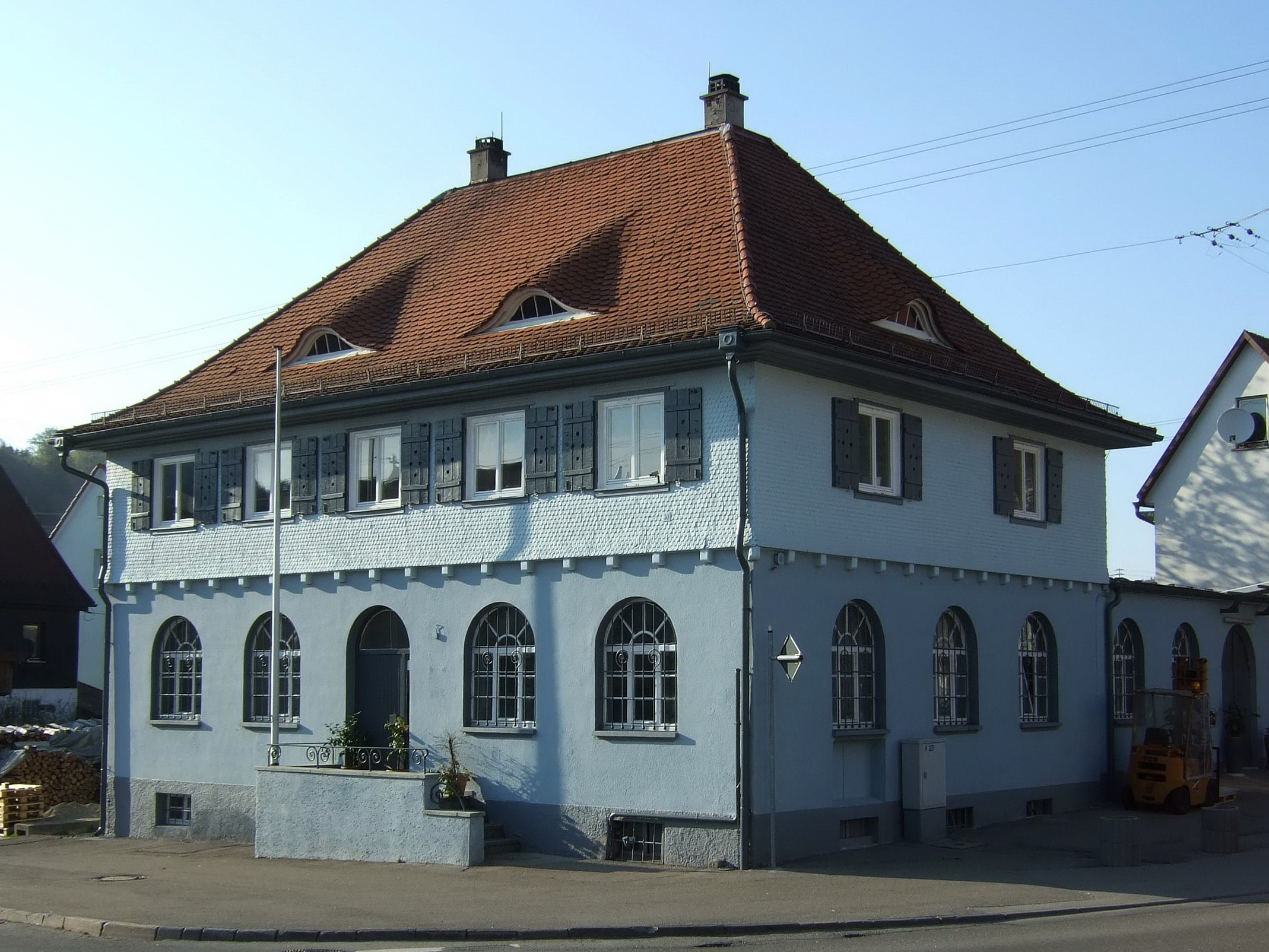
Ehemaliges Gebäude der Post

Ein historisches Pumpwerk von 1909, das so genannte Pumphäusle, steht an der östlichen Schmiechaquelle. Hier wurde das erste Wasserleitungsnetz mit einer Kolbenpumpe gespeist. Die Kolbenpumpe wurde zunächst von einem Gasmotor angetrieben, im Jahre 1923, als die Gemeinde elektrischen Strom erhielt, wurde der Gasmotor durch einen Elektromotor ersetzt.

### Höhlen
Die Linkenboldshöhle, eine 140 Meter lange Horizontalhöhle, liegt rund zwei Kilometer südöstlich von Onstmettingen und wurde 1761 entdeckt. Ursprünglich war der Zugang nur über ein natürliches Schachtloch möglich, im Jahr 1876 wurde mit einem Stollen ein bequemer Eingang geschaffen und seit 1975 ist sie mit elektrischer Beleuchtung versehen. Im selben Jahr wurde die Pflege dem Schwäbischen Albverein Ortsgruppe Onstmettingen übertragen. In der Höhle befinden sich vielfältige Sinterformen wie Sinterfahnen, Sintervorhänge und Tropfsteine. Begehungen werden von ausgebildeten Höhlenführern des Schwäbischen Albvereins geführt.
Weitere Höhlen auf der Gemarkung Onstmettingen sind die 1912 entdeckte Hohenzollernhöhle (Tiefe 25 Meter) und die 1915 entdeckte Mackensenhöhle (Tiefe 30 Meter). Beide Höhlen liegen in einer Felsspalte am Hangenden Stein am Albtrauf. Außerdem sind noch einige kleinere Höhlen bekannt.

### Sport
Onstmettingen verfügt über einen Skilift mit einer Länge von 200 Metern, der eine Flutlichtanlage besitzt.
Sportvereine:
- Der Tischtennis-Club Onstmettingen 1958 e. V. ist ein Tischtennis-Verein mit rund 90 Mitgliedern. Der Verein feierte 2008 sein 50-jähriges Bestehen. Die Erste Mannschaft spielt in der Kreisliga Gruppe 1. Zurzeit sind offiziell zwei aktive Herren-Mannschaften gemeldet.
- Der Tennisclub Onstmettingen 1976 e. V. bietet auf seiner Anlage im Sportgelände Zaislen fünf Freiplätze (Sand) und eine moderne Zweifeldhalle (Granulat).
- Der Ski-Club Onstmettingen e. V. bietet Wintersport (Ski und Snowboard), Mountainbike, Nordic Walking, Triathlon und Skigymnastik an. Der Ski-Club Onstmettingen wurde im Jahre 1924 gegründet und zählt mit etwa 1000 Mitgliedern (Stand 2006) zu einem der größten Vereine in Onstmettingen.
- Der Fußball-Club Onstmettingen 1910 e. V. trägt seine Heimspiele auf dem Sportgelände Zaislen aus. Die erste aktive Mannschaft spielt seit der Saison 2009/2010 in der Bezirksliga Zollern.
- Der Turnverein Onstmettingen 1899 e. V. bietet Handball, Leichtathletik, Lauftreff, Eltern-Kind-Turnen, Vorschulturnen, Gymnastik, Rückenschule und anderes an. Mit über 1000 Mitgliedern (Stand 2011) ist er der größte Verein in Onstmettingen.
- Der Schützenverein Onstmettingen e. V. hat 177 Mitglieder (2009). Er bietet einen Pistolen- und einen Luftgewehrstand (in der Halle), sowie 50 m Kleinkaliber und 100 m Kleinkaliber (im Freigelände) und Bogenschießstand (im Freien im Sommer und in der Halle im Winter) an. Aus seinen Reihen sind schon Deutsche Meister und eine Olympiateilnehmerin hervorgegangen.
- Der Rad- und Motorsport-Club Onstmettingen wurde 1921 als Onstmettinger Radfahrverein gegründet. Nach dem Zweiten Weltkrieg wurde daraus der Motorsportclub Onstmettingen und seit dem 29. Januar 1953, dem Tag der ersten offiziellen Eintragung ins Vereinsregister, heißt der einstige Radfahrverein nun „Rad- und Motorsportclub Onstmettingen e. V.“.

### Kultur

#### Vereine
- Der Musikverein Onstmettingen, Großes Blasorchester Albstadt e. V., wurde im Jahr 1865 gegründet. Das Höchststufenorchester zählt circa 50 aktive Musiker. Neben dem großen Blasorchester gehören dem Verein die Minis, das Jugendorchester, die „Jukebox“, die Volksmusik Talgang Nord, sowie das Blechbläserensemble an. Musikalisch bewegt sich das Große Blasorchester im Bereich der sinfonischen Blasmusik.
- Die Ortsgruppe des Schwäbischen Albvereins besteht seit 1891 und zählt rund 500 Mitglieder (Stand: 2017). Neben dem Wandern widmet sich der Schwäbische Albverein vor allem der regionalen Kultur, der Pflege von Wegenetz und Wacholderheide und dem Naturschutz.

#### Gemeinnützige Einrichtungen
- Die Ortsgruppe des Deutschen Roten Kreuzes wurde 1934 gegründet. Neben dem Sanitätsdienst bei Onstmettinger Veranstaltungen stellt die Bereitschaft auch die lokale HvO-Gruppe. Zwei Jugendrotkreuzgruppen, die mit dem Schulsanitätsdienst der Schillerschule Onstmettingen kooperieren, runden das Angebot ab.

### Bildung
Onstmettingen verfügt mit der Schillerschule über eine Grund-, Haupt- und Werkrealschule.

## Wirtschaft
Im 20. Jahrhundert wurde Onstmettingen von der Metall- und Textilindustrie dominiert. Bedingt durch den Strukturwandel in der Branche ist inzwischen ein Großteil der Arbeitsplätze in diesem Bereich weggefallen. Früher wurden beispielsweise aus anfallenden Tuchresten im großen Stil in Heimarbeit Hudlasocken gefertigt.

## Verkehr
Von Onstmettingen aus führt der Mittelgebirgspass Thanheimer Steige (auch Stich genannt) in das Albvorland nach Bisingen.
Die Talgangbahn von 1901 endete in Onstmettingen und wurde im Dezember 1999 stillgelegt. Die Reaktivierung ist in der Diskussion, die Strecke ist auch im Konzept einer Regional-Stadtbahn Neckar-Alb enthalten.

## Persönlichkeiten

### Söhne und Töchter der Gemeinde
- Philipp Gottfried Schaudt (1739–1809), Schulmeister und Mechanikus, Mitarbeiter von Philipp Matthäus Hahn
- Ernst Ritter (1858–1944), württembergischer Oberamtmann
- Bernhard Hiesinger (* 1947), Ruderer

### Persönlichkeiten, die vor Ort gewirkt haben
- Philipp Matthäus Hahn (1739–1790), Theologe, als „Mechanikerpfarrer“ Erfinder von astronomischen Uhren und Waagen, war von 1764 bis 1770 Pfarrer in Onstmettingen. Er gilt als Begründer des Waagenbaus auf der Westalb.